# نماسازی ظرفیت-ولتاژ

نمودار نماسازی ولتاژ-خازن

نماسازی ظرفیت-ولتاژ (به انگلیسی: Capacitance–voltage profiling) (یا نماسازی C-V، گاهی نماسازی CV) فنی برای توصیف مواد و افزاره‌های نیم‌رسانا است. ولتاژ اعمال‌شده متغیر است و ظرفیت آن به‌عنوان تابعی از ولتاژ اندازه‌گیری و ترسیم می‌شود. در این فن از پیوند فلزی-نیم‌رسانا (سد شاتکی) یا پیوند p-n یا ماسفت برای ایجاد ناحیه تخلیه استفاده می‌شود، ناحیه‌ای که از هدایت‌سازی الکترون‌ها و حفره‌ها خالی است، اما ممکن است شامل دهندههای یونیزه‌شده و نقص‌های فعال الکتریکی یا تله باشد. ناحیه تخلیه با بارهای یونیزه‌شده درداخل، مانند خازن رفتار می‌کند. با تغییر ولتاژ اعمال شده به محل پیوند، می‌توان عرض ناحیه تخلیه را تغییر داد. وابستگی عرض ناحیه تخلیه به ولتاژ اطلاعاتی کاربردی در مورد خصوصیات داخلی نیم‌رسانا، مانند مشخصات زدایش آن و چگالی نقص‌های فعال الکتریکی فراهم می‌کند. اندازه‌گیری‌ها ممکن است در DC یا با استفاده از هردو DC و یک سیگنال AC با سیگنال-کوچک انجام شود (روش رسانایی،) یا استفاده از ولتاژ گذرای سیگنال-بزرگ.